# Wspólnota administracyjna Bad Brückenau
Wspólnota administracyjna Bad Brückenau – wspólnota administracyjna (niem. Verwaltungsgemeinschaft) w Niemczech, w kraju związkowym Bawaria, w rejencji Dolna Frankonia, w regionie Main-Rhön, w powiecie Bad Kissingen. Siedziba wspólnoty znajduje się w mieście Bad Brückenau, które jednak do niej nie należy. Przewodniczącym wspólnoty jest Thomas Ullmann.
Wspólnota administracyjna zrzesza dwie gminy targowe (Markt) oraz dwie gminy wiejskie (Gemeinde): 
- Geroda, gmina targowa, 908 mieszkańców, 16,79 km²
- Oberleichtersbach, 2 021 mieszkańców, 27,59 km²
- Riedenberg, 986 mieszkańców, 15,12 km²
- Schondra, gmina targowa, 1 727 mieszkańców, 28,61 km²